# Пюре

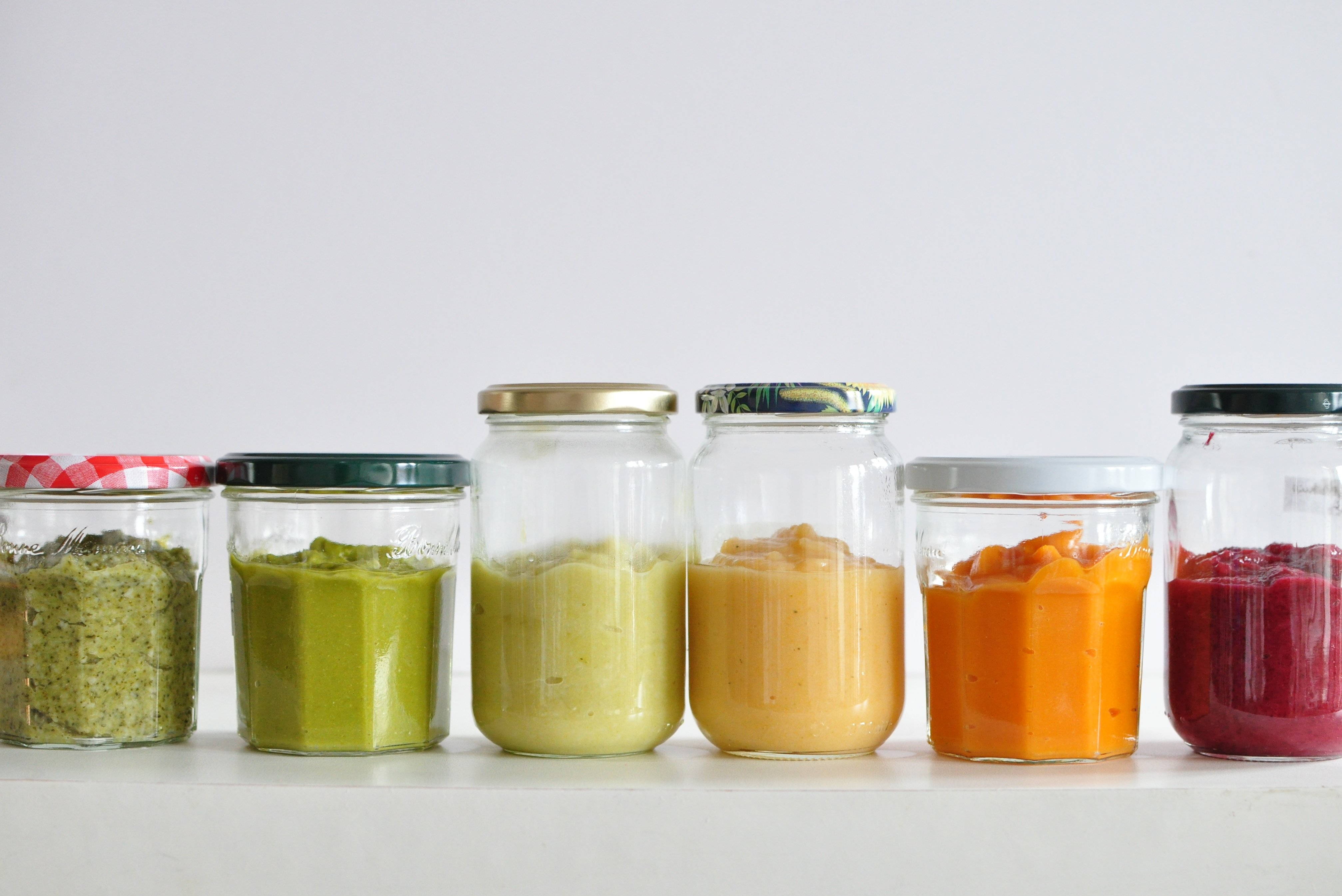
Пюре из разных овощей

Пюре́ (фр. purée, от старофр. purer «очищать») — перетёртые либо размятые плоды, овощи и корнеплоды. Пюре может представлять собой сухой порошок промышленного изготовления для дальнейшего разбавления водой и приготовления пюре (к примеру, «сухое картофельное пюре»).
В повседневной жизни пюре чаще всего используется как гарнир к мясным блюдам. Ввиду того, что протёртые продукты легко усваиваются организмом, пюре — один из основных видов детского питания (с 6-месячного возраста). Для этого используются фруктовые, овощные, мясные виды пюре.